# Susanne Weber
Susanne Weber (* 1614 in Wildungen; † 18. Oktober 1656 in Wildungen) war ein Opfer der Hexenverfolgungen in Wildungen.

## Leben
Susanne Weber war die Tochter des Bäckermeisters und Ratsherrn Curt Rörig und seiner Frau Maria Rörig. Susanne war mit dem 90-jährigen Wildunger Bürger Heinrich Weber verheiratet.

## Hexenprozesse gegen Mitglieder der Wildunger Ratsfamilie Rörig
Bestürzend groß ist die Zahl von Opfern, die miteinander verwandt waren. Die Angeklagten stammten aus wenigen Familien, so dass es durch die Hexenverfolgungen regelrechte Familientragödien gab. Die Richter gingen davon aus, dass die Anfälligkeit für die Versuchungen des Teufels vererbbar waren. So waren Blutsverwandte von Menschen, die wegen Hexerei angeklagt waren, in besonderer Weise gefährdet, auch auf dem Scheiterhaufen zu landen.
Die Wildunger Ratsfamilie Rörig war in besonderer Weise von Hexenprozessen betroffen.

### Hexenprozess gegen Maria Rörig
Maria Rörig, Tochter des reichen Bürgermeisters Wilhelm Gerhard aus Fritzlar, war Ehefrau des Bäckermeisters und Ratsherrn Curt Rörig aus einer wohlhabenden und geachteten Wildunger Familie. Er hatte einen der vergoldeten Ratsbecher gestiftet und wohnte im Haus Brunnenstraße Nr. 18. Im September 1630 ließ das Hexengericht Maria Rörig wegen Hexerei inhaftieren. Auch ihre beiden Töchter Anna Margaretha und Susanne Weber wurden vom Gericht verhört.
Ihr Ehemann und ihre vier Brüder, die Advokaten waren, versuchten vergeblich ihre Freilassung zu erwirken. Maria Rörig wurde mit Bein- und Armschrauben gefoltert. Bis Mai 1631 hielt sie die Folter standhaft aus: „Der liebe Gott habe sie im Gefängnis erhalten, ihm bliebe sie treu, sie sei unschuldig wie Jesus Christus.“ Sie wurde nicht verurteilt und Graf Christian I. von Waldeck verfügte ihre Entlassung. Doch „die stattlich schöne Frau“ [Vermerk des Gerichtsschreibers] blieb weiterhin in Verdacht.

### Hexenprozess gegen Ursula Jostin
Maria Rörigs Schwester Ursula Jostin geb. Gerhard, war mit dem vermögenden Kaufmann Johann Jost verheiratet. Wegen seines evangelischen Glaubens war er 1617 von Fritzlar nach Nieder-Wildungen gezogen. Vor dem Verhör wurde Ursula Jostin krank und starb am 10. Februar 1631 in der Haftstube des Rathauses.

### Hexenprozesse gegen Maria Magdalena Hartwig und Margaretha Rhodin
Auch die beiden anderen Schwestern Maria Rörigs wurden vor Gericht gestellt. Maria Magdalena Hartwig, geb. Gerhard, wurde nicht verurteilt. Die andere Schwester Margaretha Rhodin, geb. Gerhard, konnte rechtzeitig entfliehen, musste aber ihre Kinder zurücklassen.

### Hexenprozess gegen Anna Margaretha Gesner
Maria Rörigs Tochter Anna Margaretha, Schwester von Susanne Weber, war mit dem Chirurgen Hans Gesner verheiratet. Nach einem Streit mit der Ehefrau des Stadtschultheiß Valentin wurde sie im Frühjahr 1654 verhaftet und starb an schweren Misshandlungen im Gefängnis. Der Scharfrichter brachte sie zum Langen Rod und begrub sie auf der „Hexenwiese“. Hier waren etliche hingerichtete Frauen vergraben. Dieses Wiesenstück hatte eine Angeklagte 1650 der Kirche überschrieben, um dort begraben zu werden. Auf diesem Grundstück Am Langen Rod 19 befindet sich das Dekanat, die evangelische Kirchenbehörde. Es befindet sich dort keine Gedenktafel.

### Hexenprozess gegen Peter Rörig
Maria Rörigs 70-jähriger Schwager Peter Rörig, Bäckermeister und Ratsherr, gestand unter der Folter Teufelsbuhlschaft und Verwandlung in Wolfsgestalt und wurde am 20. November 1655 als Zauberer und Werwolf enthauptet und am Galgenberg verbrannt. Seine Tochter war ein Jahr zuvor unter der Folter gestorben.

## Hexenprozess gegen Susanne Weber

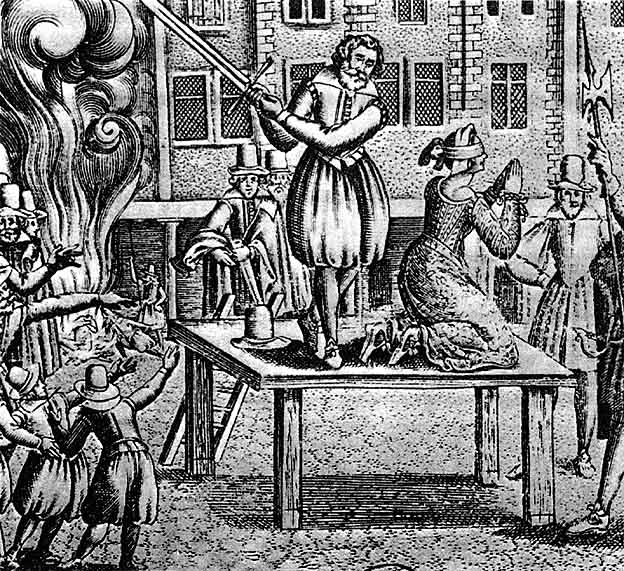
Enthauptung Leonora Galigaïs auf dem Place de Grève

Im August 1656 holte der Gerichtsbüttel Susanne Weber, Tochter von Maria Rörig, zum „Peinlichen Gericht“ unter Vorsitz des Stadtschultheiß Adam Valentin und klagte sie wegen Hexerei an. Von 18 bereits hingerichteten Personen war sie unter der Folter als Zauberin „besagt“ [= denunziert] worden. Susanne entgegnet, diese als Hexen hingerichteten Menschen seien wohl vom Teufel befallen gewesen.
Ein Vorwurf der Schadenzauberei war, dass sie einer Frau vergiftete Milch zu einem Kinderbrei gegeben habe. Das Kind sei erkrankt und ein Hund (der den übrigen Brei gefressen habe), sei gestorben.
Mehrfach bezichtigte man sie der Unzucht mit einem einquartierten Leutnant, einem Töpfer und einem bereits hingerichteten Bäckermeister. Da sie 48 Jahre jünger als ihr Ehemann war, war sie ins Gerede der Leute geraten. Den Tod ihrer Magd habe sie durch Zauberei bewirkt und ihrem Nachbarn Fleisch und Milch durch Zauberei aus dessen Haus gestohlen. Es könne wohl nicht gut angehen, dass sie selbst jederzeit Fleisch im Haus habe und viel Butter verkaufen könne. Bei diesen Anklagepunkten werden Neid und Missgunst der Nachbarn deutlich.
Am 7. September bat Heinrich Weber, Ehemann der Beklagten, um eine schnelle Durchführung des Prozesses gegen seine Frau. Er habe als neunzigjähriger Mann sehr gelitten und könne die Verpflegungskosten des Gerichts und die Gebühren für das Verfahren nicht bezahlen. Man möge die Rechnungen des Gerichts an die Verwandten der Ehefrau senden.
Susanne Weber beteuerte vor Gericht, sie wäre unschuldig, ihr gutes Gewissen solle ihr helfen. Als der Ehemann befragt wurde, ob er etwas zur Verteidigung seiner Frau vorbringen könne, sagte er: „Er könne wohl denken, dass kein unschuldiger Mensch an den Ort geführt würde, er wolle die Sache Gott und dem Gerichte befehlen“ und bat, „dass der Prozess beschleunigt und dem selben abgeholfen würde“.
Aufgrund eines Rechtsgutachtens der gräflichen Kanzlei Korbach begann am 6. Oktober 1656 die Folter. Der Geistliche eröffnete die Tortur mit einem Gebet und ermahnte die Angeklagte, die Wahrheit zu sagen und Reue zu zeigen. Dann entkleidete sie der Wildunger Scharfrichter Meister Michel Stolpen und schnitt ihr die Haare ab. Susanne Weber sprach fortwährend: „Ach Jesus verlass mich nicht!“ Der Scharfrichter wiederholte die Marter mit den Beinschrauben so lange, bis sie die Schmerzen nicht mehr ertragen konnte. Sie gestand Teufelspakt und Buhlschaft mit Hans Fedderbusch, welcher kalt wie Eis gewesen, sowie Schadenzauber und Teilnahme am Hexensabbat. Der Teufel hätte sie unter die Linde beim Reitzenhagener Tor gebracht.
Am folgenden Tag, am 7. Oktober, las der Richter ihr das Geständnis noch einmal vor. Am 18. Oktober 1656 erging das Urteil, sie „mit dem Feuer vom Leben zum Tod hinzurichten.“ Aus Gnade wurde sie enthauptet, der Körper anschließend verbrannt. Ihre letzte Bitte, ihren Leichnam zu begraben, wurde nicht erfüllt.
Schauplatz mancher Hexenverurteilung in Wildungen war die 1857 am Lindentor gefällte Gerichtslinde.

## Gedenken
Im Jahr 2004 führten die Stadt Bad Wildungen, die Evangelischen Kirchengemeinden, die Volkshochschule und der Waldeckische Geschichtsverein von Mai bis November eine umfangreiche Veranstaltungsreihe durch. Sie fand ihren Abschluss am Buß- und Bettag in einem Gottesdienst zu den Wildunger Hexenprozessen mit Verlesung der Namen der 78 Hingerichteten. Die Gemeinde pflanzte am Eingang der Kirche neben einer Gedenktafel einen Rosenstock und schickte die Bitte um offizielle Rehabilitierung der Opfer an die Kirchenleitung. Die Landessynode der Evangelischen Kirche von Kurhessen-Waldeck begrüßte auf der Sitzung am 29. November 2006 „die Erinnerungsarbeit in Bezug auf die Hexenverfolgung“.